# Giải vô địch bóng đá trẻ châu Á 2002
Giải vô địch bóng đá trẻ châu Á 2002 diễn ra tại Qatar. Hàn Quốc giành chức vô địch thứ mười sau khi đánh bại Nhật Bản ở trận chung kết.

## Các đội tham dự
| - Bangladesh - Trung Quốc - Ấn Độ | - Nhật Bản - Hàn Quốc - Ả Rập Xê Út | - Syria - Thái Lan - UAE | - Uzbekistan - Việt Nam - Qatar (chủ nhà) |

## Vòng bảng

### Bảng A
| Đội        | Đ | ST | T | H | B | BT | BB | HS |
| ---------- | - | -- | - | - | - | -- | -- | -- |
| Hàn Quốc   | 7 | 3  | 2 | 1 | 0 | 3  | 0  | +3 |
| Uzbekistan | 6 | 3  | 2 | 0 | 1 | 9  | 6  | +3 |
| Qatar      | 3 | 3  | 1 | 0 | 2 | 7  | 8  | -1 |
| Thái Lan   | 1 | 3  | 0 | 1 | 2 | 2  | 7  | -5 |

15 tháng 10 – Sân vận động Grand Hamad, Doha
| Qatar | 0 - 1 | Hàn Quốc |

| Uzbekistan | 4 - 0 | Thái Lan |

18 tháng 10 – Sân vận động Hamad bin Khalifa, Doha
| Qatar | 3 - 2 | Thái Lan |

| Hàn Quốc | 2 - 0 | Uzbekistan |

21 tháng 10 – Sân vận động Grand Hamad, Doha
| Qatar | 4 - 5 | Uzbekistan |

| Thái Lan | 0 - 0 | Hàn Quốc |

### Bảng B
| Đội         | Đ | ST | T | H | B | BT | BB | HS  |
| ----------- | - | -- | - | - | - | -- | -- | --- |
| Nhật Bản    | 9 | 3  | 3 | 0 | 0 | 7  | 2  | +5  |
| Ả Rập Xê Út | 6 | 3  | 2 | 0 | 1 | 9  | 2  | +7  |
| Ấn Độ       | 3 | 3  | 1 | 0 | 2 | 7  | 6  | +1  |
| Bangladesh  | 0 | 3  | 0 | 0 | 3 | 0  | 13 | -13 |

16 tháng 10 – Sân vận động Hamad bin Khalifa, Doha
| Nhật Bản | 2 - 1 | Ả Rập Xê Út |

| Ấn Độ | 6 - 0 | Bangladesh |

19 tháng 10 – Sân vận động Grand Hamad, Doha
| Ả Rập Xê Út | 4 - 0 | Bangladesh |

| Ấn Độ | 1 - 2 | Nhật Bản |

22 tháng 10 – Sân vận động Hamad bin Khalifa, Doha
| Bangladesh | 0 - 3 | Nhật Bản |

| Ả Rập Xê Út | 4 - 0 | Ấn Độ |

### Bảng C
| Đội        | Đ | ST | T | H | B | BT | BB | HS |
| ---------- | - | -- | - | - | - | -- | -- | -- |
| Syria      | 7 | 3  | 2 | 1 | 0 | 9  | 4  | +5 |
| Trung Quốc | 4 | 3  | 1 | 1 | 1 | 6  | 6  | 0  |
| UAE        | 4 | 3  | 1 | 1 | 1 | 3  | 3  | 0  |
| Việt Nam   | 1 | 3  | 0 | 1 | 2 | 3  | 8  | -5 |

17 tháng 10 – Sân vận động Grand Hamad, Doha
| UAE | 2 - 0 | Việt Nam |

| Trung Quốc | 2 - 4 | Syria |

20 tháng 10 – Sân vận động Hamad bin Khalifa, Doha
| UAE | 1 - 1 | Syria |

| Việt Nam | 2 - 2 | Trung Quốc |

23 tháng 10 – Sân vận động Grand Hamad, Doha
| UAE | 0 - 2 | Trung Quốc |

| Syria | 4 - 1 | Việt Nam |

### Các đội đứng thứ ba có thành tích tốt nhất
Vào cuối giai đoạn vòng bảng, thành tích của các đội đứng thứ ba được so sánh với nhau. Hai đội đứng thứ ba có thành tích tốt nhất lọt vào vòng tứ kết.
| Đội   | Đ | ST | T | H | B | BT | BB | HS |
| ----- | - | -- | - | - | - | -- | -- | -- |
| UAE   | 4 | 3  | 1 | 1 | 1 | 3  | 3  | 0  |
| Ấn Độ | 3 | 3  | 1 | 0 | 2 | 7  | 6  | +1 |
| Qatar | 3 | 3  | 1 | 0 | 2 | 7  | 8  | -1 |

UAE và Ấn Độ lọt vào vòng tứ kết.

## Vòng loại trực tiếp

### Tứ kết
25 tháng 10 – Sân vận động Grand Hamad, Doha
| Nhật Bản | 3 - 0 | UAE |

| Hàn Quốc | 7 - 0 | Ấn Độ |

26 tháng 10 – Sân vận động Grand Hamad, Doha
| Ả Rập Xê Út | 4 - 1 | Trung Quốc |

| Syria | 0 - 4 | Uzbekistan |

### Bán kết
29 tháng 10 – Sân vận động Grand Hamad, Doha
| Nhật Bản | 1 - 1 (pen 4 - 2) | Uzbekistan |

| Hàn Quốc | 2 - 1 | Ả Rập Xê Út |

### Tranh hạng ba
31 tháng 10 – Sân vận động Grand Hamad, Doha
| Uzbekistan | 0 - 4 | Ả Rập Xê Út |

### Chung kết
31 tháng 10 – Sân vận động Grand Hamad, Doha
| Nhật Bản | 0 - 1 (h.p.) | Hàn Quốc |

## Vô địch
| Giải vô địch bóng đá trẻ châu Á 2002 |
| ------------------------------------ |
| · Hàn Quốc · Lần thứ 10              |

## Tham dựGiải vô địch bóng đá trẻ thế giới 2003
- Hàn Quốc
- Ả Rập Xê Út
- Nhật Bản
- Uzbekistan